# Niepołokowce (stacja kolejowa)
Niepołokowce (ukr. Неполоківці, rum. Grigore Ghica Vodă, ros. Неполоковцы) – stacja kolejowa w miejscowości Niepołokowce, w rejonie czerniowieckim, w obwodzie czerniowieckim, na Ukrainie. Położona jest na linii Lwów – Czerniowce.

## Historia
Stacja powstała w XIX w., w czasach austro-węgierskich, na drodze żelaznej lwowsko-czerniowiecko-suczawskiej, pomiędzy stacjami Śniatyn i Łużany. Po I wojnie światowej znalazła się w Rumunii. Została wówczas rumuńską stacją graniczną przed granicą z Polską. Stacją graniczną po stronie polskiej był Śniatyn-Załucze. Przekraczały tu wówczas granicę pociągi m.in. z Berlina, Ostendy, Wiednia, Warszawy czy Pragi do Bukaresztu.
Po II wojnie światowej weszła w skład Związku Sowieckiego i tym samym straciła swój nadgraniczny charakter.